# AEA Silver Dart
O Silver Dart (ou Aerodrome #4) foi um derivado evolutivo de modelos anteriores construída por uma equipe canadense/norte-americana a "Aerial Experiment Association" (AEA) em 1908 tendo efetuado seu primeiro voo no ano seguinte. 

## Histórico
A equipe, que após muitos voos bem-sucedidos em Hammondsport, Nova York, no início de 1908, foi desmontada e enviada para Baddeck, Nova Escócia. Ele fez voos partindo do gelo da Baía de Baddeck, uma sub-bacia do Lago Bras d'Or, em 23 de fevereiro de 1909, tornando-se o primeiro vôo motorizado controlado do Canadá. A aeronave foi pilotada por um de seus projetistas, Douglas McCurdy. O Silver Dart original foi projetado e construído pela Aerial Experiment Association (AEA), formada sob a orientação do Dr. Alexander Graham Bell.
A partir de 1891, Bell iniciou experimentos em Baddeck e Hammondsport para desenvolver aeronaves mais pesadas que o ar movidas a motor. Em 1908, o sucesso da AEA foi visto em uma série de designs inovadores, culminando no Silver Dart. Na época em que o Silver Dart foi construído no final de 1908, era a quarta máquina voadora da "Aerial Experiment Association". Um de seus precursores, o "June Bug", já havia quebrado recordes. Ele ganhou o troféu da "Scientific American" por realizar o primeiro vôo oficial de uma milha (1.609 m) na América do Norte.
O quadro e a estrutura do Silver Dart eram feitas de tubo de aço, bambu, fita adesiva (de tecido), arame e madeira. As asas foram cobertas com tecido de balão prateado e emborrachado fornecido pelo capitão Thomas Scott Baldwin, de Hammondsport; daí o nome "Silver Dart" - "Dardo Prateado". Seu motor Kirkham, fornecido por Glenn Curtiss, era um V-8 confiável que desenvolvia 50 cavalos (37 kW) a 1.000 rpm. A hélice foi esculpida em um bloco sólido de madeira. A aeronave tinha o que hoje é chamado de canard ou um design de "profundor frontal". Como a maioria das aeronaves de sua época, o Silver Dart tinha características de controle pobres; da mesma forma, não tinha freios.

## Histórico operacional
Quando o Silver Dart decolou em 23 de fevereiro de 1909, ele voou apenas meia milha (800 m) a uma altitude de três a nove metros, e uma velocidade de aproximadamente 65 quilômetros por hora (40 mph). A aeronave foi a primeira máquina mais pesada que o ar a voar no Canadá. Outros recordes logo cairiam; em 10 de março de 1909, o Silver Dart pilotado novamente por McCurdy completou um curso circular ao longo de uma distância de mais de 35 quilômetros (22 milhas). O primeiro voo de passageiros no Canadá foi feito no Silver Dart em 2 de agosto de 1909.
O Exército Canadense não ficou impressionado com o progresso feito pelo grupo. A impressão geral da época era que aeronaves nunca significariam muito em uma guerra real. Apesar do ceticismo oficial, a Associação foi finalmente convidada para ir à base militar de Camp Petawawa para demonstrar a aeronave. O terreno arenoso era uma pista ruim para uma aeronave com rodas de pouso de cerca de 2 polegadas (50 mm) de largura. O Silver Dart teve grande dificuldade para decolar. Em seu quinto vôo em 2 de agosto de 1909, McCurdy destroçou a aeronave quando uma roda atingiu uma elevação no solo durante o pouso. O Silver Dart nunca mais voou.
Embora seja uma aeronave significativa no Canadá, a localização do projeto inicial e construção do Silver Dart tornou-o um projeto americano. Após a dissolução da AEA, os membros fundadores, McCurdy e F.W. ("Casey") Baldwin obtiveram os direitos de patente canadense do Aerodrome No. 4 (o Silver Dart), com o propósito expresso de produzir uma versão canadense. Posteriormente, o Baddeck No. 1 e o Baddeck No. 2 foram construídos pela "Canadian Aerodrome Company", a empresa recém-formada que Baldwin e McCurdy fundaram em 1909.

## Especificações (Típico Junior Ace E)
Dados de: aerofiles.com
Descrições gerais
- Tripulação: 1 piloto
- Capacidade: 2 1 piloto e 1 passageiro
- Comprimento: 9,14 m (30 ft)
- Envergadura: 12,22 m (40 ft)
- Altura: 2,92 m (9,6 ft)
- Área alar: 52,3 m² (563 ft²)
- Peso vazio: 145 kg (320 lb)

Motorização
- Número de motores: 1x
- Tipo do motor: Motor Curtiss de pistão V-8 resfriado a ar originalmente (posteriormente alterado para um McCurdy refrigerado a água)[5]
- Potência por motor: 50 hp (37,3 kW)

Performance
- Velocidade máxima: 64 km/h (39,8 mph)
- Alcance: 32 km (19,9 mi)

## Galeria

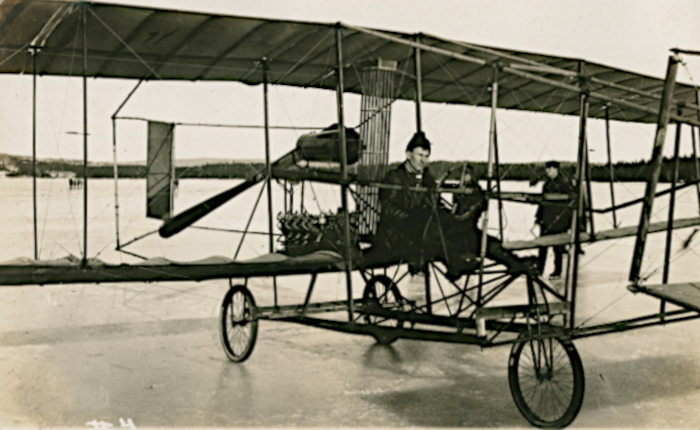
Detalhes dos controles e motor do Silver Dart.
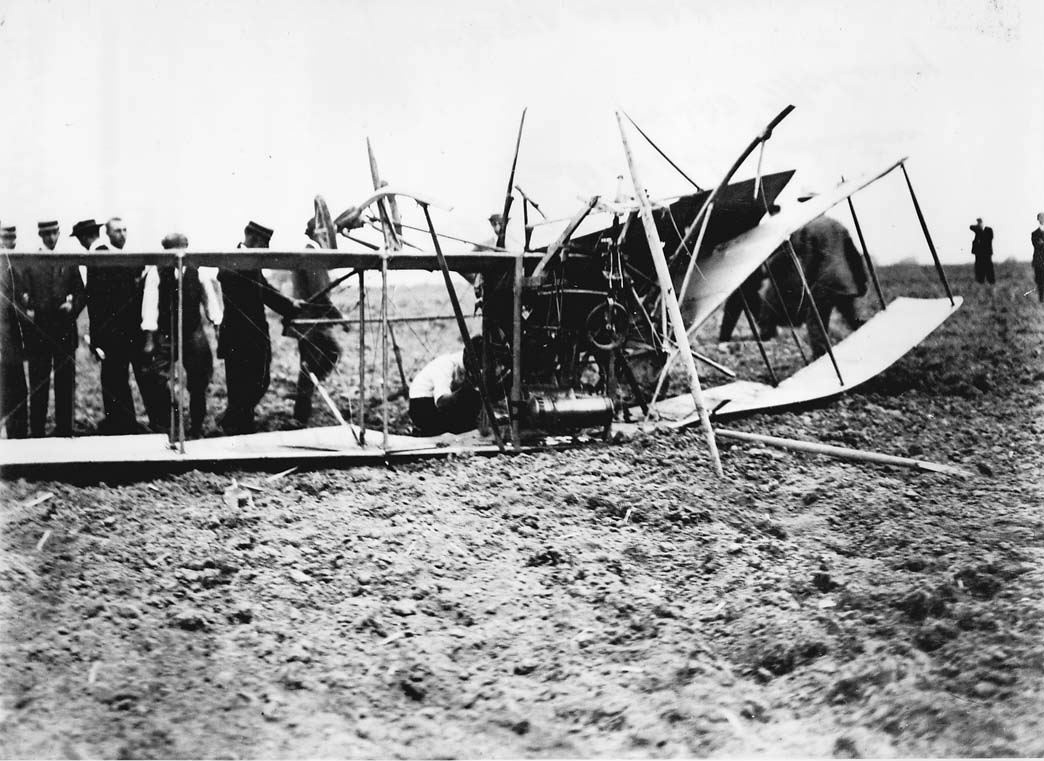
O Silver Dart depois de capotar no pouso.